# Tarantói dialektus
A tarantói dialektus (saját elnevezése tarandíne, olaszul tarantino) az olaszországi Puglia régióban, főként Taranto városában körülbelül kétszázezer ember által használt újlatin (délolasz) nyelvjárás, pontosabban az italodalmát nyelvek közé tartozik. Közelebbi rokonságban a nápolyi nyelvjárásokkal áll. A tartományban élők közvetítő nyelvének tekintik, legtisztább és legelterjedtebb változatát a városban beszélik. A pugliai dialektusok – a regionális nyelvként elismert nápolyi nyelvvel szemben – az olasz nyelv déli változatainak számítanak.

## Történeti áttekintés
A tarantói dialektus története egészen az ókorig, a messzápok földjére vezethető vissza. Amikor a görög gyarmatosítók felvirágoztatták Tarentumot (görögül Τάρας, Τarasz), amely Magna Graecia fővárosává és egyben a művészet, a költészet és a színház központjává vált, az ott beszélt nyelvet erős görög (a kutatók szerint dór) hatás érte. Később a város a rómaiak uralma alá került, akik elterjesztették a vulgáris latint.
A nyelv a bizánciak és a longobárdok ideje alatt érte el egyedi jellegét: ebben az időszakban vált az o és az e → ue és ie diftongusokká. 1071-ben a normannok, majd 1400 vége felé az Anjouk érkezésével a nyelv elvesztette keleti vonásainak jó részét, és francia, illetve gallo-itáliai hatások érték, mint például a szóvégi -e elnémulása. A középkorban a város a szaracénok (így nevezték a hódító arabokat) uralma alá került, aminek következtében arab elemek gazdagították a szókincset, miközben 1502-től az aragóniaiak vették hatalmuk alá, így három évszázadon keresztül a spanyol volt a város hivatalos nyelve, szintén gazdagítva a tarantói szókincsét. 1801-től ismét a franciák uralma érkezett el, amely meghatározó provanszál hatást mért a nyelvre. Mindezen hatások alakították ki a nyelv mai jellegét.

## Hangtan
A tarantói dialektusban 21 magánhangzót tartanak számon fonológiai-megkülönböztető szereppel: az olaszban és az újlatin nyelvekben is közös a, e, i, o, u; a rendkívül zártan ejtett á, é, í, ó, ú; a nyílt à, è, ì, ò, ù, valamint a hosszú â, ê, î, ô, û, és egy, szóvégi helyzetben néma, máskor alig ejtett ö-szerű e (mint a franciában). Ezeknek a hangoknak az olaszhoz képest mind jelentésmegkülönböztető szerepük van. A kettőshangzókat ugyanúgy ejtik, mint olaszul, kivéve: az ie szóközi helyzetben inkább hosszú „í”-nek, szó végén alig hangzó „e”-vel ejtett „i”-nek; az au pedig „o”-nak felel meg.
A mássalhangzók megegyeznek az olasz mássalhangzókkal, a következő eltérésekkel: a magas magánhangzók előtt álló c hangsúlyos szótagot követő helyzetben inkább magyar „s”-nek hangzik; a sztenderd olaszban nem meglévő j hangértéke azonos a magyaréval; az sck betűkapcsolat kiejtése magyar „sk”; az ije kapcsolat ejtése rövid „ij”; a magánhangzók közötti v néma. A szó elején gyakran előfordulnak kettőzött mássalhangzók, amelyeket erősebben kell ejteni.
A tarantói egyik legjelllemzőbb sajátossága, hogy a latin -NT-,-MP-, -NC-, -NS- kapcsolatok zöngésültek, amely valószínűleg a görög nyelv hatása. A dialektusra különösképpen jellemző még az olaszban is megfigyelhető raddopiamento, vagyis a szó eleji mássalhangzók kettőzött ejtése: például hè fatte bbuéne.

## Nyelvtan
A tarantói dialektus a nyelvtani szerkezetekben olykor eltér a sztenderd olasztól: sok, jellemzően latin és görög típusú konstrukció található benne.
A főnevek határozott névelője magánhangzóval kezdődő szavak előtt mindkét nemben és számban l’, mássalhangzó előtt egyes számban ’u (hímnem) és ’a (nőnem), többes számban mindkét nemben le. A többes szám képzése többféle módon történhet, a hangrendszer leegyszerűsödése miatt nagyon sok esetben nincs különbség az egyes és a többes számú alak között: például ’u libbre („a könyv”) és le libbre („a könyvek”); valamikor -ere hozzáadásával képzik: ’a cáse („a ház”) és le càsere („a házak”); máskor a tőmagánhangzó változik meg: ’a fogghie („a levél”) és le fuègghie („a levelek”); vagy az utóbbi kettő kombinációja: ’u paìse („az ország”) és le pajèsere („az országok”); ezen kívül előfordulnak egyéb, rendhagyó többesszámképzési módok is, például ’u figghie („a fia”) és le fíle („a fiai”).
Az igék szótári alakja a főnévi igenév (amelynél a beszélt nyelvben a nápolyihoz hasonlóan a -re végződés lekopott). Mindössze két igeragozás van: -áre és -ére. Példa az essere létige ragozása: so’, sì(nde), jè/éte, síme, síte, sò.

## Példaszöveg

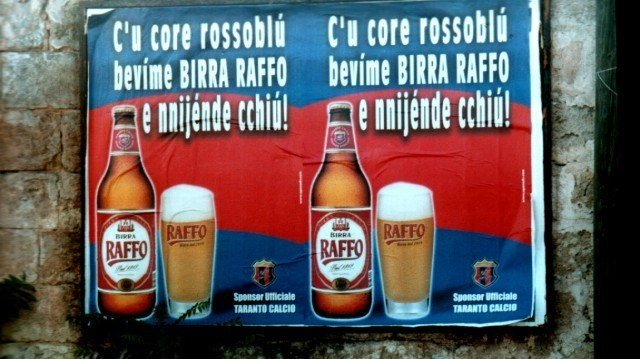
Reklámplakát tarantói nyelvjárásban írt szöveggel

A Miatyánk tarantói dialektusban:

„Paternostre, ca sì’ jndr’a le cíele, 
cu ssía sandefecáte ’u nome tuje, 
cu avéne ’u règne tuje, 
cu ssía fatte 'a vulundáte toje, 
accume ’ngiéle accussij’ ’ndèrre, 
dàcce ôsce ’u páne nuèstre sciurnalére, 
dà a nnu’ le rascke nuèstre, 
accume nu’ le dáme a lle debbettúre nuèstre, 
e nno’nge annùscere ’ndendazzióne, 
ma lìbberece d’ô mále, 
Àmën.”

## Lásd még
- Bari dialektus
- Foggiai dialektus
- Lucaniai dialektus
- Nápolyi nyelv
- Italo–dalmát nyelvek

## Külső hivatkozások
- Taranto Nostra (olasz és tarantói)
- Taranto in cartolina (olasz)